# こと座デルタ2星
こと座δ2星（英語: Delta2 Lyrae）は、地球から740光年離れた位置にある、こと座で4番目に明るい恒星である。

## 特徴

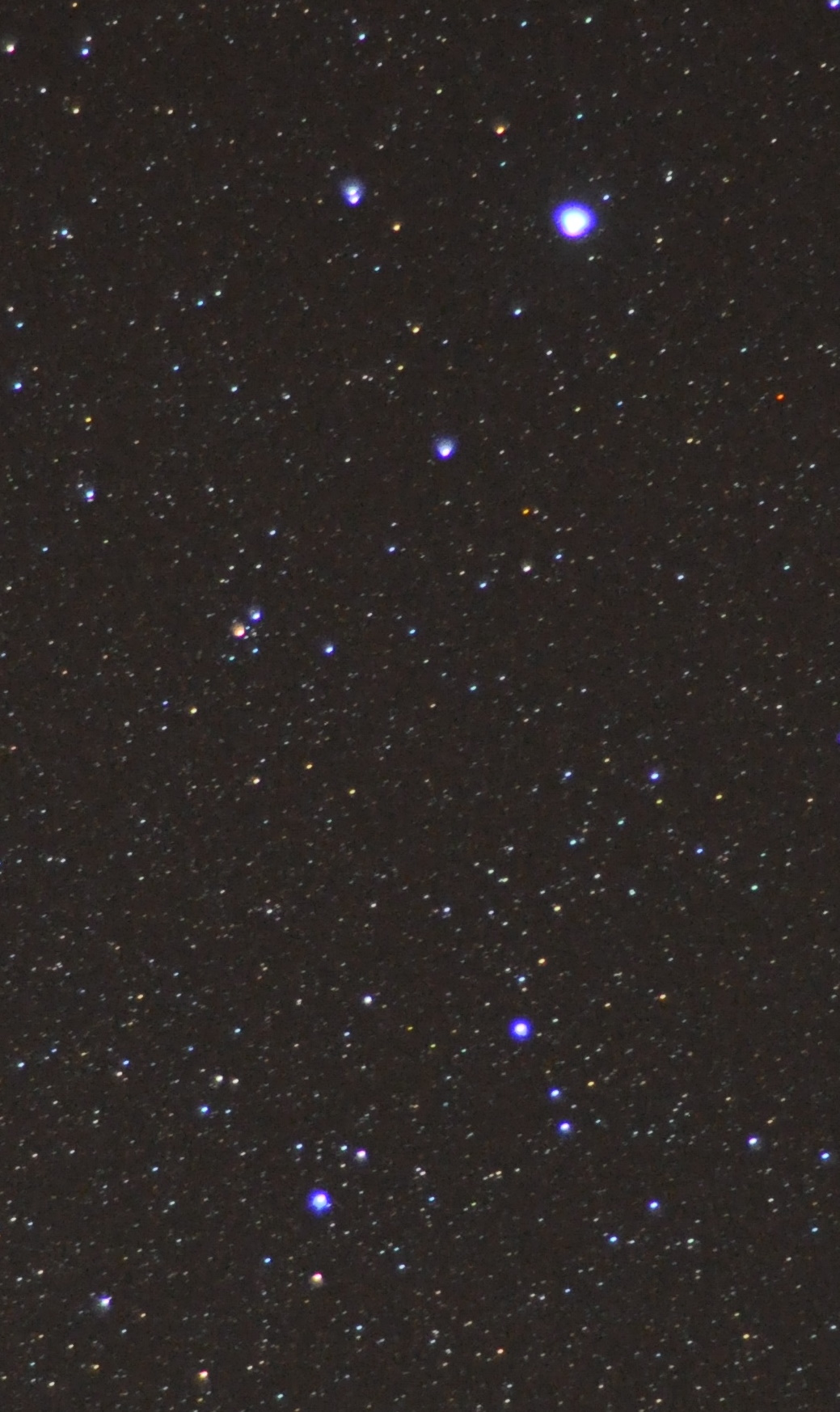
こと座と中心左のδ^{1}星とδ^{2}星を取り囲む星団

標準的なスペクトル分類M4II型の恒星で、これは表面温度が約3,600Kの赤色輝巨星である事を示している。太陽の1万倍以上のエネルギーを放射しているが、その90%以上は可視光線よりも長い波長である。ヒッパルコス衛星による年周視差の計測と組み合わせた直接角距離測定では、他の観測データで計算されていたものに匹敵する、1.1～1.3auの大きさを持つ事が示されている。
元々は太陽の6倍の質量を持つ、スペクトル分類B3型のB型主系列星であったとされているが、現在はとても低温の漸近巨星分枝にあり、中心部に縮退した炭素と酸素から成る核を持つ。こと座δ2星はかつて、こと座δ1星と連星系を成していると考えられていたが、実際には地球から見ると偶然同じ方向に見える見かけの二重星である。
こと座δ2星は変光星で、おそらく半規則型変光星だとされており、4.22等から4.33等の範囲内で視等級が変化する。現在は散在している、こと座δ星団としても知られている散開星団Stepenson 1を構成している恒星の中で最も明るい。δ1星を含む、この星団を構成している他の恒星として、8～9等級の少数の恒星と、少なくとも30個の14等級までの恒星がある。
重星のカタログには、「ADS 11825」のような符号が付いたこと座δ2星のいくつかの伴星が列挙されている。そのうちの2つは、δ2星から約87秒離れた位置に見える、非常に接近している10等級の恒星で、それぞれ伴星B、伴星Cと呼ばれている。この2つは、地球からδ2星と同じ距離にある事が示唆されており、これはこと座δ2星が三重星系である事を意味している。仮にこの場合、このADS 11825 BとADS 11825 Cはδ2星から少なくとも24,000au離れており、130万年かけて公転している事になる。この2つの恒星は少なくとも600au離れており、10,500年の周期で公転している。